# Bat Out of Hell
Bad Out of Hell là album đầu tay của nam ca sĩ nhạc rock người Mỹ Meat Loaf, đây cũng là lần đầu ông hợp tác với nhà sáng tác nhạc Jim Steinman và nhà sản xuất Todd Rundgren. Được phát hành vào tháng 9 năm 1975 bởi hai hãng thu âm Cleveland International Records và Epic Records. Đây là một trong những album bán chạy nhất với 43 triệu bản được bán toàn thế giới. Tạp chí Rolling Stone đã xếp hạng album thứ 300 trong danh sách 500 album vĩ đại nhất vào năm 2003.

## Danh sách
Tất cả các ca khúc được viết bởi Jim Steinman.
| Bên một | Bên một                                                       | Bên một    |
| STT     | Nhan đề                                                       | Thời lượng |
| ------- | ------------------------------------------------------------- | ---------- |
| 1.      | "Bat Out of Hell"                                             | 9:48       |
| 2.      | "You Took the Words Right Out of My Mouth (Hot Summer Night)" | 5:04       |
| 3.      | "Heaven Can Wait"                                             | 4:38       |
| 4.      | "All Revved Up with No Place to Go"                           | 4:19       |

| Bên hai | Bên hai | Bên hai    |
| STT     | Nhan đề | Thời lượng |
| ------- | --- | ---------- |
| 5.      | "Two Out of Three Ain't Bad" | 5:23       |
| 6.      | "Paradise by the Dashboard Light" (song ca với Ellen Foley) (I. Paradise / II. Let Me Sleep On It / III. Praying for the End of Time) | 8:28       |
| 7.      | "For Crying Out Loud" | 8:45       |

## Thực hiện

### Hòa âm
- Kenneth Ascher – Hòa âm dây (3, 5)
- Steve Margoshes – hòa âm dàn nhạc (7)

### Ban nhạc
- Meat Loaf – hát dẫn, hát đệm (6), bộ gõ (2)
- Todd Rundgren – guitar (1, 2, 4–6), bộ gõ (1, 2), organ (1), hát hậu thuẫn[1] (1–3, 5, 6)
- Kasim Sulton – guitar bass (1, 2, 4–7), hát hậu thuẫn[1] (1)
- Roy Bittan – piano, organ (1, 2, 5, 6)
- Steve Margoshes – piano (7)
- Cheryl Hardwick – piano (7)
- Jim Steinman – organ (1, 2, 6), hát đệm (1, 2)
- Roger Powell – synthesizer (1, 2, 5, 6)
- Edgar Winter – kèn saxophone (2, 4, 6)
- Max Weinberg – trống (1, 2, 6)
- John "Willie" Wilcox – trống (4, 5, 7)
- Phil "Scooter" Rizzuto – play-by-play (6)
- Ellen Foley – hát dẫn (6), hát hậu thuẫn[1] (1, 2, 4, 6)
- Rory Dodd - hát hậu thuẫn[1] (1, 2, 3, 5, 6, 7)
- Gene Orloff – hòa âm (7)
- Các thành viên của New York Philharmonic và Philadelphia Orchestra – dàn nhạc (7)

## Đánh giá
| Đánh giá chuyên môn           | Đánh giá chuyên môn |
| Nguồn đánh giá                | Nguồn đánh giá      |
| Nguồn                         | Đánh giá            |
| ----------------------------- | ------------------- |
| AllMusic                      | [ 2 ]               |
| Rolling Stone                 | tổng hợp            |
| The Rolling Stone Album Guide | [ 4 ]               |
| Robert Christgau              | C−                  |

## Xếp hạng
| Bảng xếp hạng (1977–1978)             | Vị trí cao nhất |
| ------------------------------------- | --------------- |
| Australian Albums (Kent Music Report) | 1               |
| Album Hà Lan (Album Top 100)          | 1               |
| Album Đức (Offizielle Top 100)        | 11              |
| Album New Zealand (RMNZ)              | 1               |
| Album Thụy Điển (Sverigetopplistan)   | 13              |
| Album Anh Quốc (OCC)                  | 2               |
| Album Hoa Kỳ Billboard 200            | 1               |

## Chứng nhận
| Quốc gia                                                                           | Chứng nhận   | Số đơn vị/doanh số chứng nhận |
| ---------------------------------------------------------------------------------- | ------------ | ----------------------------- |
| Úc (ARIA)                                                                          | 25× Bạch kim | 1.750.000^                    |
| Canada (Music Canada)                                                              | 2× Kim cương | 2.000.000^                    |
| Đan Mạch (IFPI Đan Mạch)                                                           | 2× Bạch kim  | 40,000^                       |
| Đức (BVMI)                                                                         | Bạch kim     | 500.000^                      |
| Hà Lan (NVPI)                                                                      | Bạch kim     | 100.000^                      |
| New Zealand (RMNZ)                                                                 | 17× Bạch kim | 255.000^                      |
| Anh Quốc (BPI)                                                                     | 11× Bạch kim | 3,282,300                     |
| Hoa Kỳ (RIAA)                                                                      | 14× Bạch kim | 14.000.000^                   |
| Tổng hợp                                                                           |              |                               |
| Toàn quốc                                                                          | —            | 43,000,000                    |
| * Chứng nhận dựa theo doanh số tiêu thụ. ^ Chứng nhận dựa theo doanh số nhập hàng. |              |                               |